# Matthieu Gonet

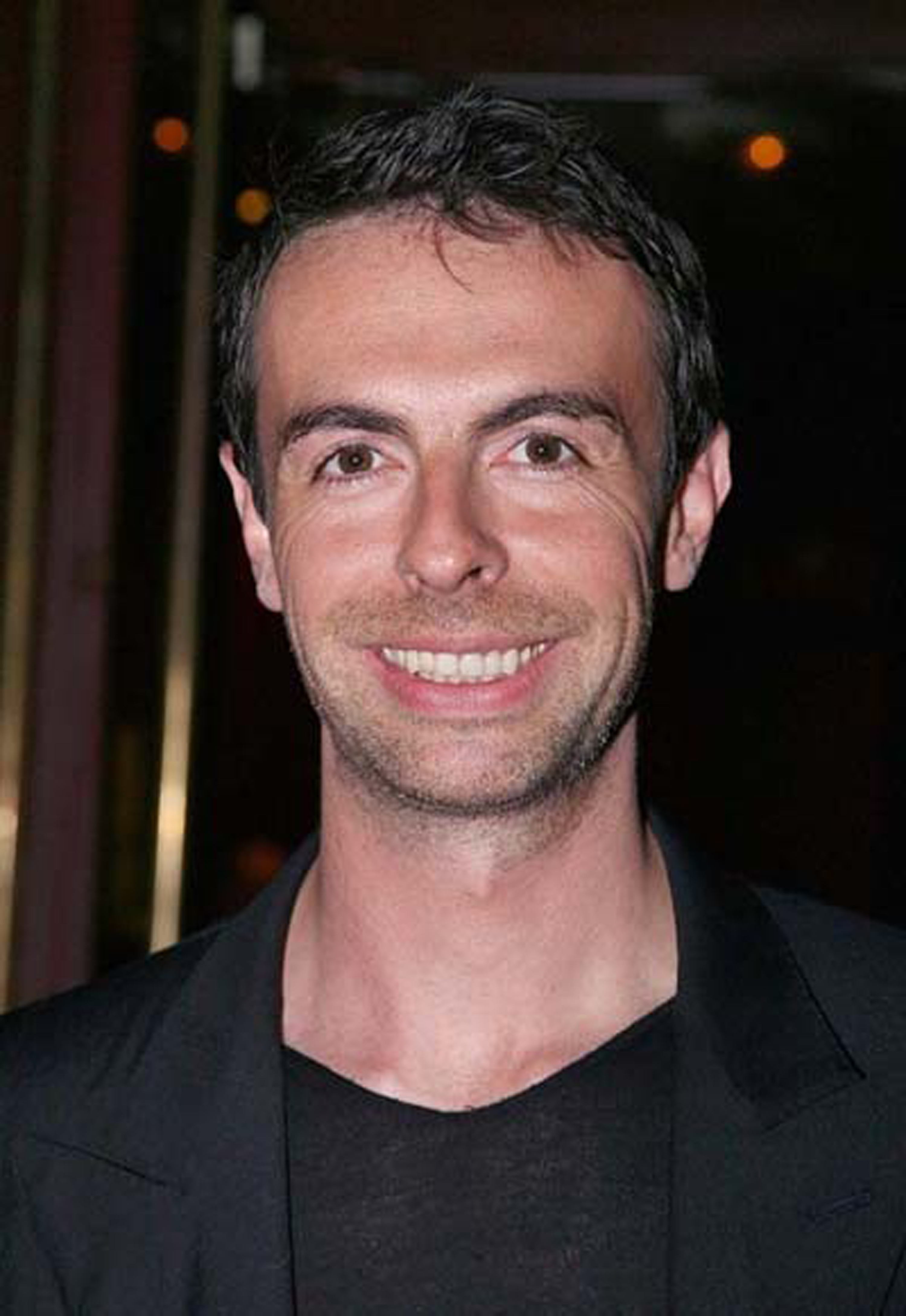
Matthieu Gonet, 2010

Matthieu Gonet (* 7. September 1972 in Paris) ist ein französischer Pianist, Dirigent, Musikarrangeur und Filmkomponist.

## Leben
Matthieu Gonet erhielt seit dem Alter von drei Jahren Klavierunterricht. Als er 10 Jahre alt war, spielte er die Rolle von Wolfgang Amadeus Mozart in der französischen Fernsehserie „Mozart“ von Marcel Bluwal.
Nach dem Studium war er als Pianist oder Arrangeur an einer Reihe von Inszenierungen Daniel Mesguichs an der Comédie-Française beteiligt und arbeitete als Arrangeur für französische Chansonniers, wie Bernard Lavilliers, Anne Sylvestre oder Lio. Im Herbst 1998 konzipierte er am Chaillot zusammen mit Hanna Schygulla die Bühnen-Show „Brecht, ici et maintenant“ und begleitete Hanna Schygulla am Piano.
Gonet war von 2001 bis 2007 musikalischer Leiter für insgesamt sieben Folgen der französischen TV-Serie Star-Academy.

## Preise und Auszeichnungen
2017: Beijing International Film Festival, beste Musik für „Fleur de Tonnerre“, zusammen mit Sylvain Goldberg

## Filmmusik (Auswahl)
- 2010: Plan de table
- 2012: Dead Man Talking
- 2013: School Camp – Fies gegen mies (Les Profs)
- 2016: Joséphine s’arrondit
- 2017:  Madame
- 2017: Santa & Co. – Wer rettet Weihnachten?
- 2018: Ma reum
- 2018: Monsieur je-sais-tout
- 2020: La Grande Deraille
- 2021: Monsieur Claude und sein großes Fest (Qu’est-ce qu’on a tous fait au Bon Dieu?)

## Auszeichnungen für Musikverkäufe
| Goldene Schallplatte - Frankreich - 2024: für das Album Joséphine s’arrondit |

| Land/RegionAuszeichnungen für Musikverkäufe (Land/Region, Auszeichnungen, Verkäufe, Quellen) | Gold  | Platin | Verkäufe | Quellen         |
| -------------------------------------------------------------------------------------------- | ----- | ------ | -------- | --------------- |
| Frankreich (SNEP)                                                                            | Gold1 | —      | 100.000  | snepmusique.com |
| Insgesamt                                                                                    | Gold1 | —      |          |                 |